# Johan Henric Kellgren
Johan Henric Kellgren (ur. 1 grudnia 1751 w Floby, zm. 20 kwietnia 1795 w Sztokholmie) – szwedzki poeta i krytyk literacki.
Studiował na Uniwersytecie w Åbo (Turku), W roku 1774 otrzymał stopień świadczący o wiedzy krytycznej o literaturze. W roku 1777 przeprowadził się do Sztokholmu, gdzie razem z asesorem Carlem Lenngrenem rozpoczął w roku 1778 publikację gazety Stockholmsposten, której został jedynym wydawcą od roku 1788. Jeszcze w roku 1780 Kellgrena zatrudnił król Gustaw III jako bibliotekarza królewskiego, a od roku 1785 jako swego prywatnego sekretarza. Gdy w roku 1786 została utworzona Akademia Szwedzka został jednym z jej pierwszych członków. Napisał libretti do oper: Gustaf Vasa, Gustaf Adolf och Ebba Brahe, Aeneas i Carthago, i Drottning Kristina.